# Yves Chaland
Yves Chaland, född 3 april 1957 i Lyon, död 18 juli 1990, var en fransk serieskapare. Han är bland annat känd för albumserien Freddy Lombard. Tillsammans med Ted Benoit, Serge Clerc och Floc'h relanserade han på 1980-talet klara linjen-stilen i Frankrike.

## Biografi

### Första publikationer
Yves Chaland publicerade sina första seriesidor som 17-åring, i seriefanzinet Biblipop. Han studerade därefter vid konsthögskolan i Saint-Étienne, där han 1976 tillsammans med Luc Cornillon skapade fanzinet L'Unité de Valeur.
1978 blev Chaland medarbetare i serietidningarna Métal Hurlant och Ah! Nana, efter att uppmärsammats av redaktören Jean-Pierre Dionnet. Bland annat bidrog han med famösa seriesidan "Une Affaire de cœur" i nummer 9 av den sistnämnda tidningen. Dessa pastischer (producerade ihop med Cornillon) över 1950-talets serier samlades året efter i albumet Captivant.

### 1980-talet
Därefter skapade han serierna Bob Fish (1981), Adolphus Claar (1983) och Freddy Lombard; den senare serien förpublicerades i följetongsform i tidningen Métal Hurlant Aventure. 1980 hade han tecknat åtta seriesidor om Jijés liv för nummer 64 av Métal Hurlant. 1982 påbörjade han Jeune Albert, en skämtserie om en ung "odåga" från Marolleskvarteren i Bryssel och sidofigur från den tidigare serien Bob Fish.
Därefter föreslogs Yves Chaland att få ta över tecknadet av Spirou, i en stil snarlik den hos Jijé när denne tecknade serien under 1940-talet. Resultatet kom också att visa påverkan från den tidige Franquins period. Historien, som utgavs i form av två seriestrippar per vecka (i den veckoutgivna serietidningen Spirou), övergavs dock efter endast 48 strippar. Serien återutgavs senare utan tillstånd från förlaget Dupuis (som ägde utgivningsrättigheterna till serien Spirou), genom att seriefigurernas ansikten övertäcktes av svarta ögonmasker.
Yves Chaland producerade även serier åt Bayard Presse (Astrapi, Grain de Soleil), Magic Strip, Télérama, Reader's Digest, Best och andra tidningar. Hans rena och "moderna" stil var även eftertraktad inom reklamvärlden. Han tecknade 1987 omslaget till gruppen L'Affaire Louis' Trios album Chic planète. Chaland ansvarade även för färgläggningen av det första albumet i Mœbius och Alejandro Jodorowskys serie John Difool. 1984 hade han tecknat ett avsnitt av Mœbius serie Le Grand Fatal.

### Död
18 juli 1990 avled Chaland i sviterna efter en bilolycka.

## Eftermäle
2008, 18 år efter Chalands död, skapade hans änka och vänner inom seriebranschen Rencontres Chaland. Denna är en årlig seriefestival i Nérac med Chaland och hans kopplingar till andra serieskapare som tema.
Bland senare serieskapare som inspirerats av Chalands "atomiska" och 1950-talsinspirerade klara linjen-stil finns Olivier Schwartz, bland annat verksam med sidoserier till Spirou.

## Utmärkelser
- 1982 – Grand Prix des chevaliers de Saint-Michel, för Bob Fish detectief, Bryssel.
- 1984 – Betty Boop för årets bästa tecknade serie, för Le Cimetière des éléphants, Hyères.